# Värdegrund

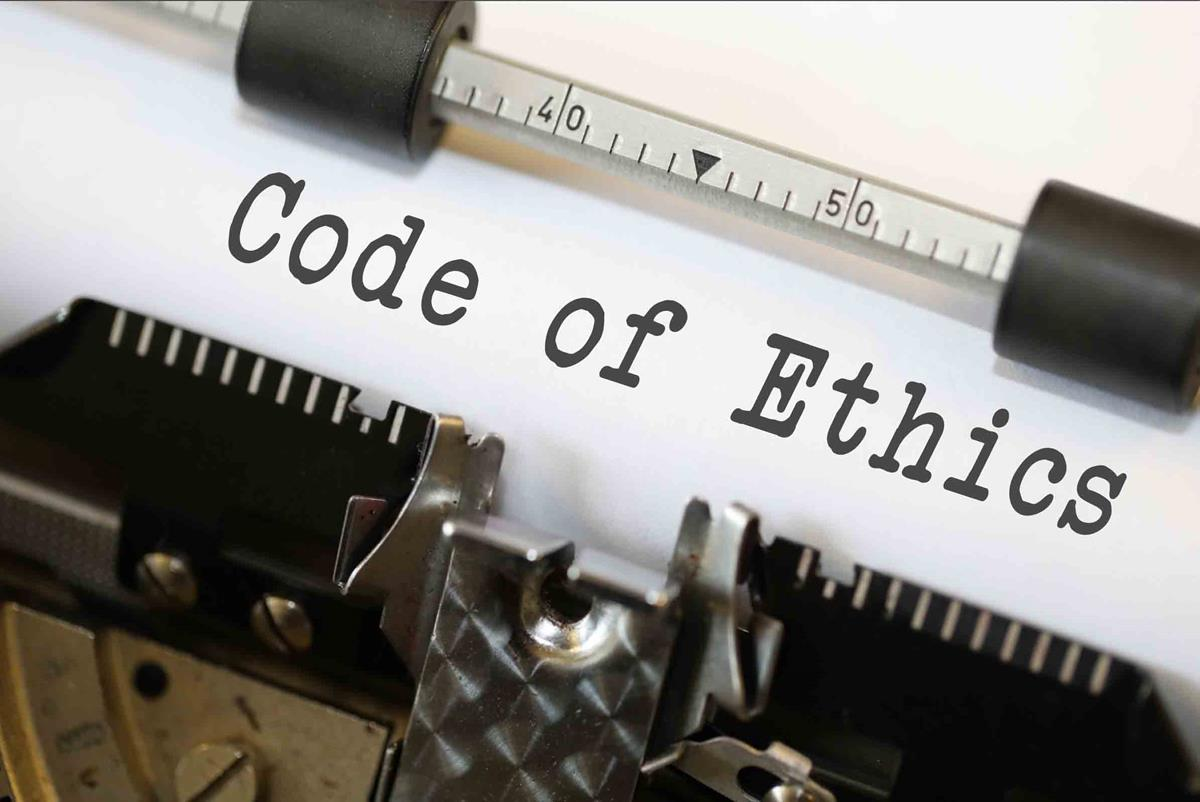
Värdegrund kallas ibland för Etisk kod.

En värdegrund, ibland kallad etisk kod eller etisk riktlinje, är de grundläggande värderingar som formar en individs normer och handlingar. En värdegrund kan vidare  förstås som något som handlar om de värderingar som ligger till grund för någons handlingar; i synnerhet om gemensamma värderingar som ligger eller förväntas ligga till grund för verksamhet inom skolväsendet, organisationer eller företag eller liknande.  
Termen används ofta för att beskriva ett kollektivs gemensamma etik och värderingar, exempelvis inom ett samhälle ett företag, en institution, förening eller folkrörelse. Termen kan även ha den vidgade innebörden att syfta på de mest grundläggande principerna inom en politisk ideologi eller religion.
Olika värdegrunder och huruvida de, eller arbetet med att genomdriva dem, är bra eller inte är ibland föremål för samhällsdebatt.

## Begreppsdefinition
En värdegrund är grundläggande värderingar som formar en individs normer och handlingar. I synnerhet har det på senare tid kommit att utvecklas till gemensamma värderingar som ligger till grund eller förväntas ligga till grund för verksamhet inom skolväsendet, organisationer eller företag.
Värdegrund har utvecklats till att bli ett mer allmänt samlingsbegrepp för olika frågor som rör moral, etik, normer, relationer, demokrati och livsåskådning.Sten Philipson, professor i etik och värderingsforskning, menar att en värdegrund bygger på ett antal väldefinierade och väl förankrade grundvärden. Utifrån de grundläggande värdena skapas sedan ett antal normer eller övergripande handlingsprinciper.
Tomas Brytting, professor i organisationsetik, beskriver i Värdegrundens ABC, utgiven 2010 av Kompetensrådet för utveckling i staten, en värdegrund som en samling normer som är rätt eller fel, goda eller onda värden, dygder och målsättningar. Enligt Brytting är begreppet synonymt med etos.
| ”                                           | Ordet värdegrund är sammansatt av två beståndsdelar: grund som är konkret: fast och hållbart samt värde som är abstrakt och ger en bild av något som är mjukt | „ |
| – Christer Hedin och Pirjo Lahdenperä, 2013 | |   |

Bo Andersson, professor i ämnesdidaktik, menade 2008 att samhällets demokratiska värdegrund handlar om synen på människan som unik och därmed olik men samtidigt lika mycket värd som varje annan människa. Han skriver att värdegrund, i likhet med demokrati, är ett problematiskt begrepp, och visar på att samhällets demokratiska värdegrund innehåller strävansmål som inte alltid uppnås och att den därmed snarare är en grund för värden än en grund av värden. Tove Österman, forskare i politisk filosofi, skrev 2016 att det förefaller finnas en oklarhet kring vad som ingår värdegrundsbegreppet.
Gunnel Colnerud, professor emerita i pedagogik, menade 2004 att det resulterade i problem rörande de olika begreppens och fenomenens innebörd och inneboende relationer att begreppet blivit ett mer allmänt samlingsbegrepp. Hon hävdade då att det moraliska språket i det svenska samhället var outvecklat. Det mycket stora genomslag som begreppet värdegrund fått menade hon bekräftar ett behov av adekvata språkliga uttryck för fenomen inom den moraliska domänen. På Värdegrundscentrum i Umeås hemsida fanns då till exempel projekt inriktade mot demokratifrågor, integration, mobbning, jämställdhet och rasism . Bland forskningsprojekten som betraktas höra till värdegrundsforskning behandlas en stor variation av ämnen som till exempel psykiatrisk tvångsvård, dödandets etik, nationalism, politisk konsumtion och Schengensamarbetet.

## Etymologi
Begreppet värdegrund förekommer i svenska språket redan 1943 och omnämns i riksdagen 1967. Begreppet är bildat utifrån ordet värde, som är belagt i svenskan sedan 1600-talet. Ordet värde har flera betydelser, men i sammansättningen värdegrund avses den sociologiska och filosofiska betydelsen, något rör människor och åsikter snarare än funktionella eller monetära värden. Ett värde är en uppskattad egenskap hos en företeelse eller den uppskattade företeelsen själv. Samma betydelse för värde återkommer i begrepp som alla människors lika värde, värdegemenskap och värdekonflikt.

### Större spridning
Begreppet värdegrund fick större spridning i början av 1990-talet, i samband med värdegrundsdebatten kring skolan. År 2010-2012 aktualiserades begreppet än mer, i samband med att projektet Offentligt etos genomfördes av Kompetensrådet för utveckling i staten (Krus).  Värdegrundsdelegationen inom Regeringskansliet publicerade 2015 en handledning om den statliga värdegrunden vilket också aktualiserade och spred begreppet.

## Svenska samhällets värdegrund
Det existerar ingen formellt beslutad värdegrund för det svenska samhället. Begreppen samhällets värdegrund, samhället grundläggande värderingar och grundläggande demokratiska värderingar används närmast synonymt och ska förstås i enlighet med bestämmelser i regeringsformen om statsskickets grunder och grundläggande fri- och rättigheter, samt Sveriges internationella åtaganden om mänskliga rättigheter. Det avspeglas t.ex. i Statskontorets skrift Den statliga värdegrunden – gemensamma principer för en god förvaltning, som är en utgångspunkt för de statliga myndigheternas värdegrunder. De internationella åtaganden som avses är främst den europeiska konventionen om skydd för de mänskliga rättigheterna och de grundläggande friheterna, FN:s deklaration om de mänskliga rättigheterna och FN:s konvention om barns rättigheter.
Juristen Johan Hirschfeldt och statsvetaren Olof Petersson menar att svenska värderingar finns koncist formulerade som normativa principer i regeringsformen. Viktiga komponenter som pekas ut är demokrati, fri åsiktsbildning, den enskildes frihetssfär av personliga värderingar, lika människovärde, social välfärd, jämlikhet, allas likhet inför lagen, skydd för nationella minoriteter, god miljö och hållbarhet. De menar att lagen inte tvingar medborgare till en specifik kultur, ideologi eller religion, men att lagstiftaren ändå har formulerat en värdegemenskap – en värdegrund eller överideologi som håller samman det svenska samhället – som kan förväntas vara en angelägenhet för varje medborgare.

### Skolans värdegrund
Svenska skolan ska förmedla och förankra respekt för de mänskliga rättigheterna och de grundläggande demokratiska värderingar som samhället gemensamt har bestämt är viktiga för ett fungerande demokratiskt samhälle. Skolans värdegrund ska genomsyra hela utbildningen och all undervisning i skolan. Bland de samhälleliga värden som skolan ska förmedla omnämns särskilt människolivets okränkbarhet, individens frihet och integritet, alla människors lika värde, jämställdhet samt solidaritet mellan människor.

### Demokrativillkor
Demokrativillkor är ett vitt begrepp och det finns flera former av demokrativillkor. Det som är gemensamt för dem är att de uppställer krav om att respektera grundläggande demokratiska värderingar. Demokrativillkor har sitt ursprung i samhällets värdegrund. Regeringen såg 2016 ett behov av en översyn av statens demokratikriterium och gav en utredning uppdraget att föreslå ett förtydligat demokratikriterium. Behovet motiverades bland annat med att det sker förskjutningar i samhällets värdegrund över tid.
Regeringen föreslog i propositionen Statens stöd till trossamfund samt demokrativillkor vid stöd till civilsamhället (2021/22:272) att bidrag från Allmänna arvsfonden, stöd till trossamfund och bidrag till civilsamhället ska villkoras med ett förtydligat demokrativillkor. Villkoret innebär att statliga bidrag och stöd inte ska få lämnas till en organisation om den eller någon av dess företrädare som agerar inom ramen för verksamheten:
1. utövar våld, tvång eller hot mot en person eller på annat sätt kränker en persons grundläggande fri- och rättigheter,
2. diskriminerar individer eller grupper av individer eller på annat sätt bryter mot principen om alla människors lika värde,
3. försvarar, främjar eller uppmanar till sådana ageranden som anges i 1 eller 2, eller
4. motarbetar det demokratiska styrelseskicket.

### Perspektiv på samhälleliga värdegrunder
Samhällets behov av att den politiska makten formulerar gemensamma värderingar är föremål för debatt.
Kritiker menar att människors samvaro och samarbete inte kräver acceptans av en påbjuden värdegrund och att staten bör ge upp tanken på en gemensam värdegrund. De argumenterar för att staten istället bör bejaka en mångfald i synen på grundläggande värdefrågor. Bo Andersson, professor emeritus i ämnesdidaktik, skrev 2008 att "värdegrund är ett problematiskt begrepp, likaså demokrati".
Förespråkarna menar att behovet av en gemensam värdegrund motiveras av ett försvar för allmängiltiga mänskliga rättigheter och friheter. Inte minst menar de att försvaret mot anti-demokratiska och rasistiska krafter motiverar en samhällelig värdegrund som alla måste acceptera och förhålla sig till. En samhällelig värdegrund ses också som en nödvändig del av samhällets sociala sammanhållning.

## Värdegrunder inom företag
I näringslivet har många företag som en del i ett varumärkesarbete tagit fram egna värdegrunder. Arbetet består då ofta i att ta fram några centrala ord för att nischa företaget gentemot konkurrerande företag. Orden ska symbolisera vad företaget står för eller vill associeras med. Ett företags värdegrund kan även vara tänkt att användas identitetsstärkande och i internt utvecklingsarbete. Hållbarhet eller företagets sociala ansvar ses ofta som en del i företagens värdegrundsarbete.

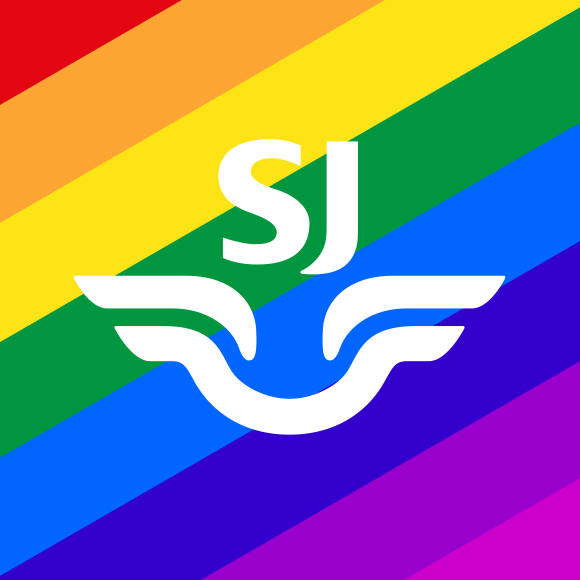
Vissa företag använder sin värdegrund i marknadsföring för att generera goodwill. I detta exempel använder SJ sig av regnbågsflaggan som brukar symbolisera HBTQ-rörelsen.

Det svenska begreppet motsvaras ofta, men inte alltid, av det engelska code of conduct eller code of ethics, särskilt om man avser ett företags eller en myndighets värdegrund.
Det engelska begreppet code of ethics populariserades i USA inom näringsliv och myndigheter på 1970-talet. På 1990-talet följde många svenska företag efter och värdegrunder och värdegrundarbete är sen dess vanligt inom svenska företag.
En uttalad övergripande värdegrund i en organisation kan vara en viktig del av att etablera en inkluderande kultur, men den är inte ensam en heltäckande lösning. En etisk kultur skapas av organisationens ledare som visar sin etik i sina attityder och beteenden. Studier av uppförandekoder inom den privata sektorn visar att deras effektiva implementering måste vara en del av en lärandeprocess som kräver utbildning, konsekvent tillämpning och kontinuerlig mätning och förbättring; att bara kräva att medlemmar lär sig värdegrunden är inte tillräckligt för att säkerställa att de förstår det och kommer ihåg dess innehåll.  Värdegrunden visar sig effektiv när anställda eller medlemmar känner sig bekväma nog att uttrycka oro och litar på att organisationen kommer att reagera med lämpliga åtgärder.

### Debatt
Värdet av värdegrunder och värdegrundsarbete inom näringslivet och offentlig förvaltning är föremål för debatt. Kritikerna lyfter vanligen att värdegrunden och värdegrundsarbetet är otydligt, förlöjligande, och skadligt för organisationen. Medan andra framhåller värdegrunder och värdegrundsarbete som ett viktigt verktyg för att styra organisationen, formulera mål, kommunicera företagskulturen, få anställda att känna samhörighet med företaget, motverka diskriminering, förändra organisationen och för att bygga ett starkt varumärke.

## Svenska exempel på värdegrunder

### Värdegrunden för de statsanställda
Kompetensrådet för utveckling i staten arbetade med att implementera den gemensamma värdegrunden för de statsanställda som bygger på sex principer och syftar till en god förvaltningskultur. Uppdraget gick under namnet Offentligt etos och genomfördes 2010–2012.
Den år 2013 uppdaterade värdegrunden, med utgångspunkt i rättsordningen, sammanfattas i sex följande grundläggande principer:
- Demokrati är den överordnade principen, enligt 1 kap. 1 § första stycket regeringsformen som slår fast att all offentlig makt i Sverige utgår från folket. Det betyder att varje statsanställd i sitt arbete ska ha som utgångspunkt att det är folket som är hans eller hennes uppdragsgivare och att offentlig maktutövning alltid måste ha stöd av lag.
- Legalitet, enligt 1 kap. 1 § tredje stycket regeringsformen som föreskriver att den offentliga makten utövas under lagarna.
- Objektivitet, enligt 1 kap. 9 § regeringsformen som anger att domstolar samt förvaltningsmyndigheter och andra som fullgör offentliga förvaltningsuppgifter i sin verksamhet ska beakta allas likhet inför lagen samt iaktta saklighet och opartiskhet.
- Fri åsiktsbildning, enligt 1 kap. 1 § andra stycket regeringsformen som slår fast att den svenska folkstyrelsen bygger på fri åsiktsbildning.
- Respekt, enligt 1 kap. 2§ första stycket regeringsformen som föreskriver att den offentliga makten ska utövas med respekt för alla människors lika värde och för den enskilda människans frihet och värdighet.
- Effektivitet och service är grundläggande värden för de statsanställda. Kravet på effektivitet framgår av vanliga lagar och förordningar. Det innebär att principerna i regeringsformen går före principen om effektivitet. Effektivitet handlar om att hushålla med statens medel, men även om att handlägga ärenden snabbt, enkelt och med tillräcklig kvalitet. Myndigheternas strävan efter effektivitet får dock inte ske på bekostnad av opartiskhet, utredning eller kommunikation. Effektivitet och resurshushållning ska således förenas med service och tillgänglighet.[44]

Myndigheter måste ständigt arbeta med att lagstiftningen som ingår i den gemensamma statliga värdegrunden har genomslag i myndighetens arbete.
Lokala värdegrunder i offentlig förvaltning får inte bryta mot den statliga värdegrunden. I ett fall har en felaktig lokal värdegrund använts för att legitimera diskriminering vilket ledde till att berörd myndighet fälldes av Justitieombudsmannen, som konstaterade grundlagsbrott.

### Värdegrunden inom skolan
Under början av 1990-talet debatterades skolans värdegrund. En utredning tillsattes av regeringen, SOU 1997:121. Regeringen beslutade sedan att föreslå att den nya läroplanen för det offentliga skolväsendet skulle vila på demokratins grund och också innehålla en uttalad värdegrund, baserat på utredningens förslag. Värdegrundsbegreppet lanserades i och med den läroplan som kom 1998, och begreppet värdegrundsarbete har sen dess kommit att beteckna skolans fostranspraktik i Sverige. Värdegrundsarbete handlar om att skolan ska gestalta och förmedla samt hos eleverna förankra den värdegrund som formuleras i läroplanen, det vill säga att stärka de demokratiska värdena hos eleverna, både som individer och som kollektiv.
Idag[när?] talar man ibland om värdemål istället för – eller som komplement till – begreppet värdegrund. En del svenska skolforskare föredrar att använda begreppet värdepedagogik framför värdegrundsarbete.
Den svenska skolans värdegrund framgår idag[när?] av Skollagen (2010:800). Skolans värdegrund ska förmedla och förankra respekt för de mänskliga rättigheterna och de grundläggande demokratiska värderingar som det svenska samhället vilar på. Andra viktiga värden som lyfts fram är rättskänsla, generositet, tolerans, ansvarstagande, aktningen för varje människas egenvärde och respekt för vår gemensamma miljö,  människolivets okränkbarhet, individens frihet och integritet, alla människors lika värde, jämställdhet mellan kvinnor och män samt solidaritet mellan människor. Den etik värdegrunden lutar sig mot är den etik som förvaltats av kristen tradition och västerländsk humanism. Värdegrunden betonar också att undervisningen i skolan ska vara icke-konfessionell.
Medarbetare i skolan använder begreppet värdegrund fritt och otvunget för att fylla ett språkligt tomrum. Det moraliska språket har, i skolans värld liksom i övriga samhället, kommit att förbli outvecklat. Det mycket stora genomslag som begreppet värdegrund fått bekräftar behovet av adekvata språkliga uttryck för fenomen inom den moraliska domänen. Lärare kallar ofta moraliska och sociala problem som väcker uppmärksamhet för värdegrundsfrågor. Det innebär att de begrepp som inkluderas i värdegrunden ofta bestäms utifrån gränsen för moraliska och etiska övertramp såsom rasism, intolerans, kränkningar, mobbning och bristande demokrati.
En analys i form av en mastersuppsats vid Lunds Universitet 2018, vars syfte var att urskilja den funktion skolans värdegrund fyller i en senmodern samhällskontext, kom till slutsatsen att "värdegrundens syfte och funktion i det senmoderna samhället är att utgöra det enda legitima moralistiska styrmedlet i en annars meningslös tillvaro." Skolans värdegrund beskrevs som ett uttryck både för senmodernitetens byråkratiska natur samt för samhällets ideologiska fantasi eller illusion som möjliggör den fortsatta tron på "det goda" och i förlängningen också på samhällets maktanspråk.
En undersökning vid Linnéuniversitetet har visat att en konflikt mellan Sverigedemokraternas principprogram och skolans värdegrund uppstår eftersom demokrativärdena tolerans, utveckling och jämlikhet är centrala begrepp i skolans värdegrund.

### Svenska kyrkans värdegrund
Svenska kyrkan har, liksom många andra samfund och idéburna organisationer, en uttalad värdegrund. Den fokuserar på varje människas lika värde, arbete för fred, försoning, rättvisa och hållbarhet.  Värdegrunden är vägledande i svenska kyrkans arbete för mänskliga rättigheter, jämställdhet, barnets bästa, en hållbar värld och emot sexuella trakasserier, övergrepp och diskriminering. Denna värdegrund definieras på Svenska Kyrkans hemsida, och sammanfattas av Petra Carlsson Redell, präst och professor i systematisk teologi med orden: "Ett ansvar att visa omsorg." Svenska Kyrkans värdegrund är till skillnad från andra styrdokument eller lärodokument inte antagen av det demokratiskt valda Kyrkomötet. Inte heller Kyrkostyrelsen har antagit någon "värdegrund" för Svenska Kyrkan. Värdegrunden nämns inte i Svenska Kyrkans centrala styrdokument "Kyrkoordning för Svenska Kyrkan".

### Försvarsmaktens värdegrund
Försvarsmaktens värdegrund utgår från demokratiska principer och slår vakt om alla människors lika värde, om rättvisa, jämlikhet och mänskliga rättigheter. Man fokuserar på värdeorden öppenhet, resultat och ansvar.

## Internationella exempel

### Värdegrunder inom forskning
Helsingforsdeklarationen

### Värdegrunder inom hälso- och sjukvård
- Röda Korsets Code of Conduct [56]
- World Medical Association Declaration of Geneva[57]
- Hippokrates ed

### Militär, krig och andra väpnade konflikter
- Bushidō
- Ridderlighet
- Haagkonventionerna

### Religion
- Den åttafaldiga vägen (Buddhism)
- Den gyllene regeln (Ett flertal världsreligioner)
- Noakidiska lagarna (Judendom)
- Koranen (Islam)
- De tio budorden (Judendom och kristendom)
- De tio föreskrifterna (Daoism)
- Yama och niyama (Hinduism)

### Övriga
- Scoutlöftet
- Pressetik
- Icke-aggressionsprincipen
- Kardinaldygder
- Preussiska dygder